# Sarca-Mincio
Il Sarca-Mincio è un sistema fluviale dell'Italia settentrionale, che comprende l'asse costituito dal fiume Sarca (77 km), dal lago di Garda (51,5 km) e dal fiume Mincio (75 km). Con i suoi 203 km può essere considerato l'undicesimo fiume italiano in termini di lunghezza.

## Descrizione

### Sarca

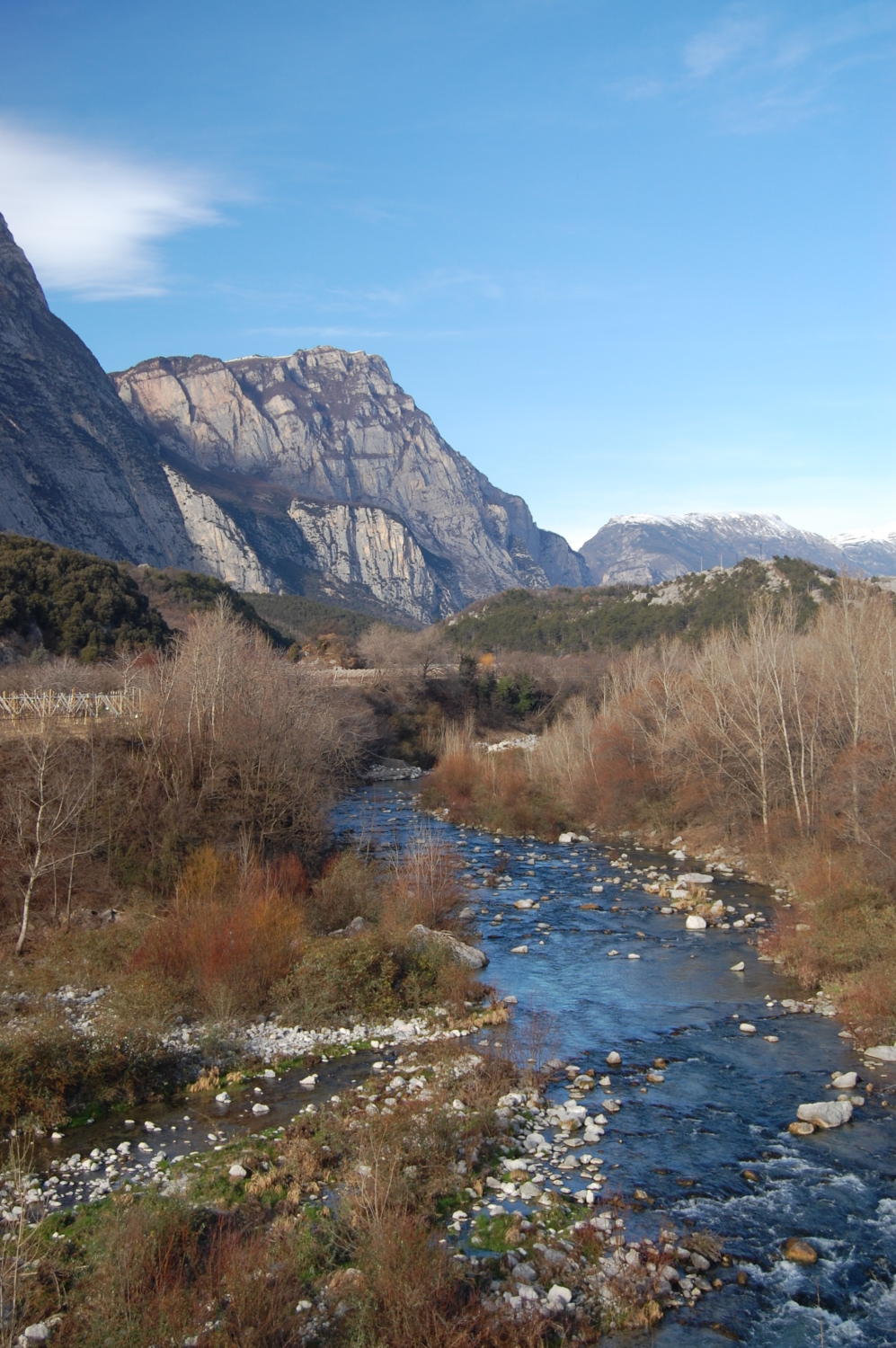
Vista invernale del fiume Sarca nei pressi di Dro

La Sarca si origina in Trentino a Pinzolo (Val Rendena) dalla confluenza della Sarca di Campiglio, della Sarca di Nambrone e della Sarca di Genova. Da questo punto all'immissione nel lago è lungo 60 km, che arrivano a 77 considerando anche la Sarca di Genova.
Scende la Val Rendena fino a Tione di Trento, quindi piega verso est attraversando le Giudicarie esteriori, poi ancora verso sud lungo la Valle dei Laghi per immettersi nel lago di Garda presso Torbole.

### Lago di Garda
Nel tratto interno al lago di Garda affluiscono nel bacino anche alcuni torrenti, soprattutto da destra in quanto la sponda di sinistra del lago è dominata quasi totalmente dalla lunga catena del monte Baldo che, incombendo quasi verticale sul lago, non consente la formazione di convalli sufficientemente ampie ed articolate da poter generare bacini idrografici di apprezzabile rilevanza. Tra i corsi degni di nota di questo versante si cita l'Aril, lungo appena 175 metri, che sfocia a Cassone di Malcesine.
Importante per l'afflusso idrografico il fiume Magnone sulle cui sponde sorge Riva del Garda e che presso la località di Varone forma un'imponente cascata alta ben 108 metri. Degno di nota è anche il torrente Albola, noto anche come Gamella, che confluisce nel Magnone a pochi metri dalla foce nel Garda.
Merita menzione anche un torrente che nasce presso Ledro (detto nell'alto corso torrente Massangla e nel basso corso Ponale) che forma il lago di Ledro (2,1 km² di superficie, 48 m di profondità) e che, un tempo, prima dello sfruttamento idroelettrico, formava la Cascata del Ponale, alta oltre 30 metri.

### Mincio

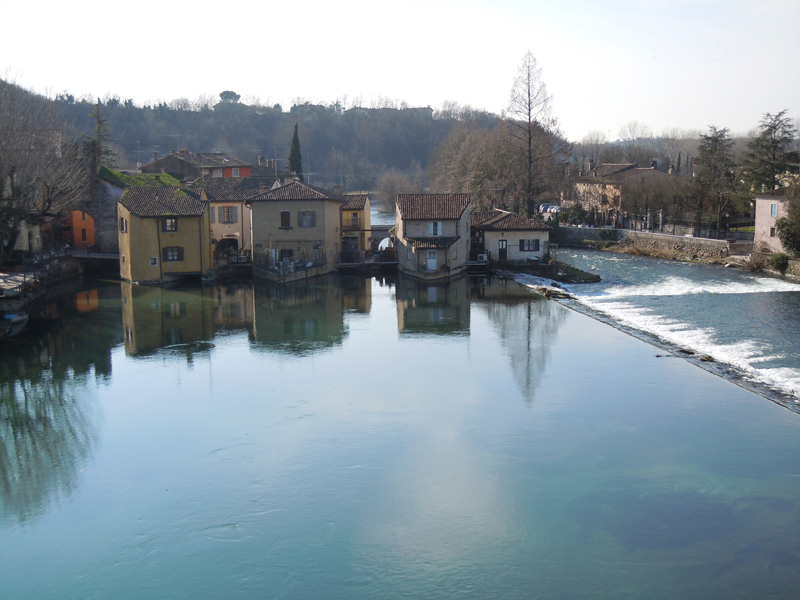
Il fiume a Valeggio sul Mincio

Il Mincio esce dal lago di Garda presso Peschiera e scorre prima tra le colline moreniche fino a Valeggio e poi nella Pianura Padana. Il basso corso fino a Mantova è caratterizzato dall'assenza di argini, questo perché è al centro in un'ampia depressione rispetto al livello della pianura circostante detta valle del Mincio.
Raggiunta Mantova, forma i tre laghi Superiore, di Mezzo e Inferiore. A sud della città entra nel Po come affluente di sinistra presso Governolo, dove è regolato da alcune dighe per consentirne la navigazione.